# عصر البطولات لاستكشاف القطب الجنوبي

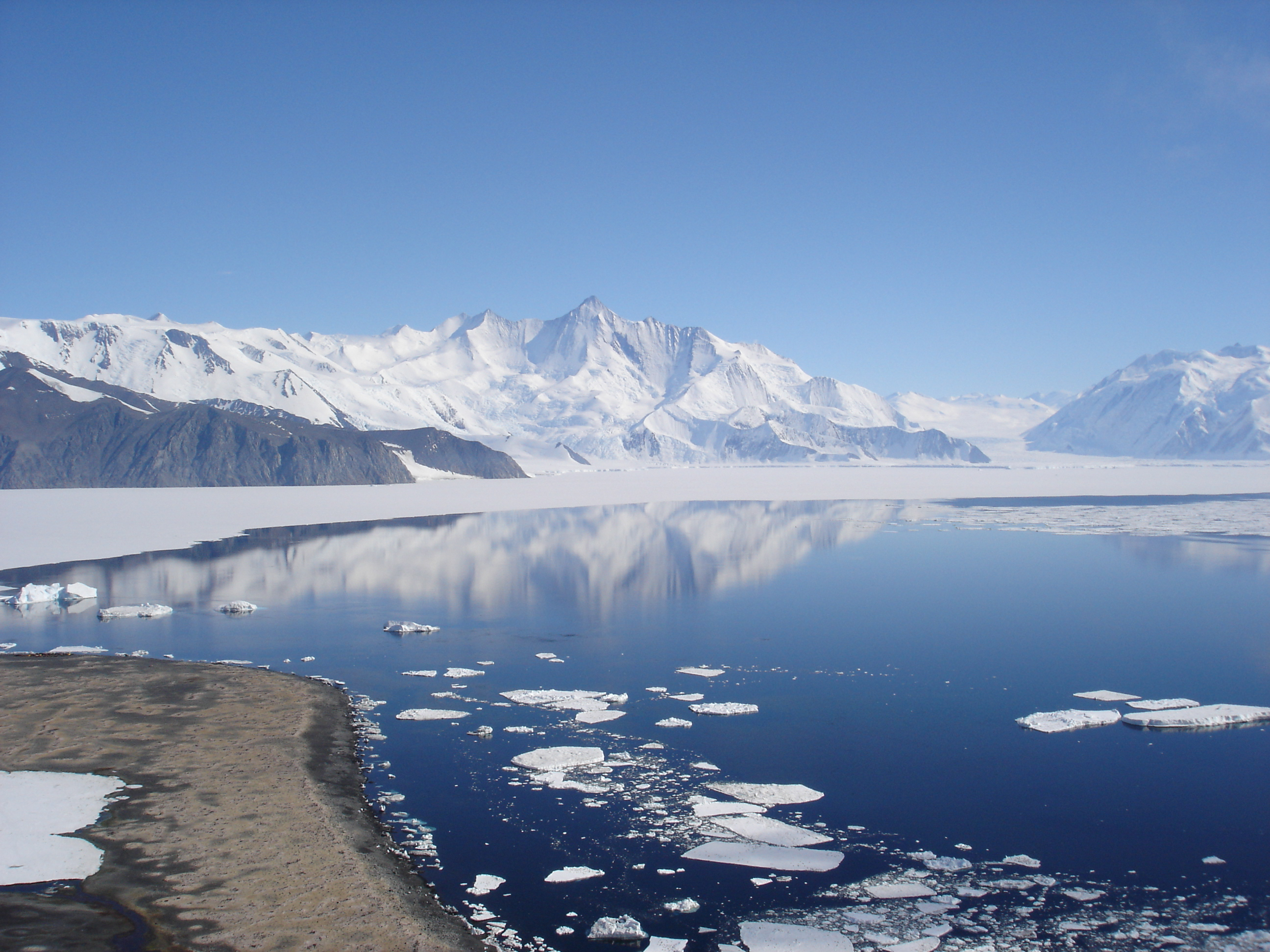
القطب الجنوبي في عام 2006 ويظهر فيه جبال من الثلج

عصر البطولات لاستكشاف القطب الجنوبي، هي حقبة زمنية لاستكشاف القارة القطبية الجنوبية بدأت في نهاية القرن الـ 19 وانتهت بعد الحرب العالمية الأولى مع بعثة شاكلتون ورويت التي يعتبرها المؤرخون آخر بعثة استكشاف إلى المنطقة. خلال هذا العصر، أصبحت منطقة القطب الجنوبي محور اهتمام العالم، حيث أسفرت حملات الأستكشاف التي قامت بها 17 بعثة إلى أنتاركتيكا وانطلقت من عشرة بلدان عن أكتشافات علمية وجيولوجية قيمة. كان العامل المشترك في جميع حملات الاستكشاف هو محدودية المصادر الطبيعية المتاحة وذلك قبل حدوث التطورات في تقنيات النقل والاتصالات التي أحدث ثورة في عمل الاستكشاف. كانت كل من هذه الحملات تعتبر عملا بطوليا واختبارا للقدرة على التحمل الذي تجاوز في بعض الأحيان الحدود البدنية والعقلية للمشاركين فيها. وصفت هذه الحملات بـ «البطولية» للدلالة على الشدائد التي كان يتعين على أعضاء البعثة التغلب عليها، بينما لم ينج بعضهم من هذه التجربة، فقد مات ما مجموعه 23 رجلا من أعضاء البعثات خلال هذه الفترة.
وصلت بعثات الاستكشاف لأول مرة إلى القطب الجنوبي الجغرافي والقطب الجنوبي المغناطيسي خلال هذا العصر. كان الهدف الأساسي للعديد من الرحلات الاستكشافية هو أن تكون أول من يصل إلى هذه المناطق وكانت تتنافس بقوة لتحقيق هذا الهدف، إلى أن تحقق هذا الهدف بواسطة البحار النرويجي روال أموندسن عام 1911. كان هناك أيضا حملات استكشاف أخرى تسعى إلى أهداف مختلفة في مناطق مختلفة من القارة. تم اكتشاف وتخطيط الكثير من السواحل في القارة، واستكشاف مناطق شاسعة من المناطق الداخلية لها. نتج عن هذه الحملات الإستكشافية كميات كبيرة من البيانات العلمية من مجموعة واسعة من التخصصات في الجيولوجيا والمناخ وعلوم المحيطات وغيرها، وأنشغلت المجتمعات العلمية العالمية بفحصها وتحليلها لعقود.

## البداية
كان استكشاف المنطقة الواقعة في أقصى جنوب الكرة الأرضية مجال اهتمام متواصل لعدة قرون حتى قبل بداية عصر البطولات. لكن العزلة المطلقة للمنطقة بالإضافة إلى مناخها شديد البرودة غير الصالح للحياة وبحارها الغادرة شديدة الظلام شكلت تحديا هائلا بالنسبة لوسائل الإبحار في ذلك الوقت، وأدت إلى تردد الكثيريين في القيام برحلات الإستكشاف. أصبح البحار البريطاني جيمس كوك أحد أوائل المستكشفين الذين أبحروا إلى المنطقة، الاكتشافات العلمية والجيولوجية التي قام بها في رحلته الثانية عام (1772-1775) غيرت من شكل خريطة العالم إلى الأبد.
قبل أن يقوم جيمس كوك برحلته هذه، كان الناس يعتقدون بوجود قارة هائلة الحجم تعرف باسم «تيرا أستراليس» تحتل غالبية مساحة نصف الكرة الجنوبي، وكانت هذه القارة تظهر في خرائط ذلك العصر. لكن جيمس كوك اكتشف أنه لا توجد مثل هذه القارة بذاك الحجم، بالرغم من أن قطع الجليد الضخمة حالت دون أكتشافه لأنتاركتيكا بشكل دقيق، وأصبح متأكدا بأن الخرائط المرسومة كانت خاطئة. تعتبر رحلة جيمس كوك البحرية أول رحلة مسجلة تعبر الدائرة القطبية الجنوبية، وقد افترض بناءً على كمية الجليد التي رآها في المنطقة، أنه ربما يكون هناك كتلة أرضية (يابسة) ينشأ منها هذا الجليد، لكنه كان مقتنعًا بأنه حتى لو كانت موجودة، فإن هذه الكتلة الأرضية بلا شك أنها بعيدة جدًا بحيث لا يمكن أن تكون صالحة للحياة أو ذات قيمة اقتصادية. أدت استنتاجاته هذه إلى توقف استكشاف المناطق الجنوبية من العالم في وقت لاحق لبعض الوقت.
عاد الاهتمام باكتشاف القطب الجنوبي مرة أخرى بين عامي 1819-1843 عندما استقرت أوروبا وهدأت بعد سلسلة من الحروب والإضطرابات. سعى كل من المستكشفون: فابيان غوتليب، جون بيسكو، جون باليني، تشارلز ويلكيس، جول دومون دو أورفيل، وجيمس كلارك روس للحصول على أكبر قدر من المعلومات عن مناطق القطب الجنوبي. كان الهدف الأساسي لهؤلاء المستكشفين هو اختراق الحواجز البحرية الجليدية الشاسعة التي كانت تخفي تضاريس أنتاركتيكا الحقيقية، فقام كل من فابيان غوتليب وميخائيل لازاريف برحلة بحرية إلى المنطقة في عام 1819-1821، وهما أول من رأى البر الرئيسي لأنتاركتيكا وبالتالي أصبحا رسميا أول المكتشفين للمنطقة. تتابعت هذه الرحلات ونتج عنها أكتشاف «أرض فيكتوريا» والجبال المسماة حاليا «جبل تيرور» و «جبل إريباص» عام 1940 على يد البحار الأمريكي تشارلز ويلكيس. توفرت العديد من المعلومات عن القارة
القطبية الجنوبية في وقت مبكر عن طريق صائدي الحيتان والفقمات الذين كانوا يمارسون هذه المهنة لأغراض تجارية ومن ضمن هذه المعلومات هو الأخبار التي تناقلوها عن الوصول الأول المحتمل إلى البر الرئيسي للقارة القطبية الجنوبية من قبل بحار أمريكي يعمل في صيد الفقمات وذلك في عام 1821، وعلى الرغم من أن هذا الوصول كان فعليا هو الأول إلى القارة القطبية الجنوبية إلا أنه لا يزال محل نزاع وخلاف من قبل المؤرخين. ومع ذلك، فإن هؤلاء المستكشفين وبالرغم من مساهماتهم الرائعة في استكشاف القطب الجنوبي إلا أنهم لم يتمكنوا من التغلغل إلى أعماق القارة الجنوبية ومناطقها الداخلية حيث لم تعطي اكتشافاتهم صورة كاملة وحقيقية عن القطب الجنوبي مقارنة بتلك التي اكتشفت حديثًا على طول ساحل أنتاركتيكا.
ما أعقب هذه الفترة المبكرة من الاستكشاف هو ما أطلق عليه المؤرخ هيو روبرت (H.R. Mill) اسم: «عصر الاهتمام الذي تم تجنبه». فبعد عودة جيمس كلارك روس في يناير عام 1841 من رحلته البحرية على متن سفينة "HMS Erebus" وسفينة "HMS Terror"، صرح روس بأنه لا يوجد أي بيانات علمية أو جغرافية تستحق الاستكشاف في أقصى الجنوب. وقد قيل أن ما قاله روس وكذلك الفشل الذي تم الإعلان عنه على نطاق واسع لبعثة فرانكلين في القطب الشمالي في عام 1848، أدت إلى عزوف المستكشفين عن القطب الجنوبي وعدم الاهتمام بالإبحار إليه، أو على الأقل عدم الرغبة في استثمار موارد كبيرة في اكتشاف القطبين الشمالي والجنوبي. في العشرين عامًا التي أعقبت عودة روس من رحلته البحرية، كان هناك حالة من «عدم الاهتمام» بشكل عام في العالم في استكشاف القطب الجنوبي.
عادت الحماسة مرة أخرى لاستكشاف القطب الجنوبي إذ عرفت هذه الفترة بـ «عصر البطولات». عمل المستكشف الألماني جورج فون نيوماير (الذي ينحدر من مدينة هامبورغ) على إعادة إحياء مشروع استكشاف أنتاركتيكا بدأً من عام 1861، عندما كان يعمل في مرصد في ملبورن. وكانت أهتماماته بشكل خاص تتركز على الأرصاد الجوية وأهميتها بسبب اعتقاده بأن المزيد من المعلومات حول مناخ القطب الجنوبي يمكن أن تؤدي إلى تنبؤات جوية أكثر دقة على مستوى العالم، وهو ما شكل دافعا لمشاركة البعثات الألمانية في رحلات وأبحاث القطب الجنوبي. قام جون موراي (وهو مستكشف وعالم أحياء بحرية كندي) بإلقاء محاضرة بعنوان (إعادة استكشاف أنتاركتيكا) أمام الجمعية الجغرافية الملكية في لندن في 27 نوفمبر 1893 وقد شكلت هذه المحاضرة دافعا قويا لمشاركة بريطانيا في حملات الاستكشاف. دعا موراي في محاضرته إلى تنظيم عمليات البحث في القطب الجنوبي لحل المسائل الجغرافية العالقة التي لا تزال تطرح عن تلك القارة. وقبل أن يلقي جون موراي محاضرته هذه، كانت الجمعية الجغرافية الملكية قد أنشأت في عام 1887 لجنة لاستكشاف القطب الجنوبي أطلق عليها اسم (لجنة أنتاركتيكا) التي نجحت في تشجيع العديد من صائدي الحيتان لاستكشاف المناطق الجنوبية من العالم.
في أغسطس 1895، أصدر المؤتمر الجغرافي الدولي السادس في لندن قرارًا عامًا يدعو فيه الجمعيات العلمية في جميع أنحاء العالم إلى دعم مشروع «استكشاف القارة القطبية الجنوبية» والمشاركة بالطريقة التي يرونها أكثر فاعلية وكفاءة. حيث بررت الجمعية بأن هذا المشروع سيضيف معلومات قيمة إلى كل فرع من فروع العلوم تقريبًا. المتحدث باسم المؤتمر النرويجي «كارستن بورشغرفنك» والذي كان قد عاد للتو من رحلة لصيد الحيتان وكان من أوائل الأشخاص الذين تطأ قدمهم البر الرئيسي في القطب الجنوبي، ألقى خطابا بعد عودته من رحلته البحرية أقترح فيه خطة مفصلة وذات أفكار جديدة للقيام برحلة استكشاف إلى القطب الجنوبي، بحيث يكون مركز انطلاق هذه الرحلة هو خليج آدار الواقع في القطب الجنوبي.
ظهر مصطلح (عصر البطولات) في وقت متأخر جدًا ولا يعرف بالضبط متى تم صياغته واستخدامه واعتماده لوصف الرحلات البحرية في ذلك العصر، فلم يستخدم هذا المصطلح في أي من تقارير أو مذكرات البعثات المبكرة، ولا حتى في السير الذاتية للأشخاص أو البحارة الذين شاركوا في (عصر البطولات) والذين ظهروا في عشرينيات وثلاثينيات القرن العشرين. ربما يكون المستكشف البريطاني دنكان كارس هو أول من استعمل هذا المصطلح عام 1956، وذلك عندما كتب مقالا في صحيفة التايمز عن العبور الأول لجزيرة جورجيا الجنوبية في القطب الجنوبي والذي قامت به بعثة إرنست شاكلتون الملكية للقارة القطبية الجنوبية سنة 1916. كتب كارس في الصحيفة:
| عصر البطولات لاستكشاف القطب الجنوبي | ثلاثة رجال من عصر البطولات في استكشاف القطب الجنوبي. يحملون حبل طوله 50 قدم وفأس نجار | عصر البطولات لاستكشاف القطب الجنوبي |

حيث كان يقصد بذلك أن ثلاثة رجال قاموا بعمل بطولي في استكشاف القطب الجنوبي باستخدام مجموعة من الحبال وفأس، للدلالة على تقطيع الأخشاب وتجميعها بالحبال لبناء السفينة والإبحار.

## بداية عصر البطولات ونهايته
يعتبر المؤرخون اليوم أن بداية (عصر البطولات) كانت عن طريق الجمعية الجغرافية البلجيكية عام 1897 حيث تعتبر رحلة البحار البلجيكي أدريان دي جيرلاش إلى القطب الجنوبي هي أول بعثة أستكشاف. وفي السنة التالية (أي عام 1898) قام كارستن بورشغرفنك وهو مستكشف من المملكة المتحدة برحلة إلى القطب الجنوبي التي كانت برعاية ملكية خاصة. توالت بعدها رحلات الإستكشاف من العديد من الدول على مدى 25 عاما حيث شاركت طواقم من (الولايات المتحدة، اليابان، فرنسا، ألمانيا، السويد، النرويج، استراليا، نيوزيلاندا، المملكة المتحدة) في هذه الرحلات إلى أن توقفت في عام 1922.
هناك وجهات نظر مختلفة حول متى انتهى العصر البطولي لاستكشاف القطب الجنوبي. يُشار أحيانًا إلى بعثة شاكلتون ورويت على أنها آخر بعثة في القطب الجنوبي في عصر البطولات. بينما يعتبر بعض المؤرخون الآخرون تاريخ وفاة شاكلتون في 5 يناير 1922 هو نهاية هذا العصر. يقول المؤرخان مارجري وجيمس فيشر مؤلفي كتاب سيرة شاكلتون:
| عصر البطولات لاستكشاف القطب الجنوبي | إذا كان من الممكن رسم خط فاصل زمني بين ما كان يُطلق عليه" عصر البطولات في استكشاف القطب الجنوبي والعصر التالي ، فإن بعثة شاكلتون ورويت قد تكون أفضل نقطة لتحديد الفاصل الزمني بين العصرين | عصر البطولات لاستكشاف القطب الجنوبي |

قامت صحافية بتفقد السفينة «شاكلتون» قبل ابحارها وكتبت: «أدوات! أدوات! أدوات في كل مكان!». وكانت هذه الأدوات عبارة عن شبكات أتصال لاسلكي، ومرصد (نقطة مراقبة واستطلاع) يتم تدفئتها كهربائيًا، وعداد لقياس المسافة التي تقطعها السفينة ومسارها وسرعتها.
لقد انتهى عصر البطولات. فقد العديد من الرجال حياتهم وأصيب بعضهم الآخر بأمراض عقلية وبالجنون ومات آخرون بسبب البرد القارس والجوع، ضحوا بحياتهم وبعائلاتهم وعرضوا أنفسهم لظروف قاسية وصعبة من أجل اثراء العلم وخدمة البشرية.

## البعثات الإستكشافية 1897-1922
ملاحظات
1. الاختصارات في الجدول لا تشمل العمل العلمي التي قامت بها هذه البعثات، والتي عادت منها بالنتائج والعينات عبر مجموعة واسعة من التخصصات.
2. لا يتضمن الجدول العديد من رحلات صيد الحيتان التي وقعت خلال هذه الفترة، أو البعثات الصغيرة للقطب الجنوبي مثل بعثة كارل تشون في 1898-1899، والتي لم تتعدى الدائرة القطبية الجنوبية.[19] وبعثة كوب إكسبيديشن عام 1920-1922 التي فشلت وانهارت بسبب نقص التمويل، على الرغم من أن رجلين من هذه البعثة قد أرسيا سفينة الحيتان النرويجية على الساحل وقضيا سنة كاملة على شبه الجزيرة في القارة القطبية الجنوبية.[20] هناك ثلاث بعثات كان من المقرر انطلاقها لكنها ألغيت بسبب الحرب العالمية الأولى. هناك أيضا حملة أستكشاف أسترالية بقيادة فيليكس كونيغ وحملة استكشاف بريطانية بقيادة جوزيف فوستر ستاكهاوس لم يتم تضمينها في الجدول.
3. يشير الرمز (†) إلى وفاة المستكشف أو قائد البعثة أثناء الحملة

| التاريخ   | البلد                  | أسماء الحملة(s)                                                            | السفينة (s)           | تصاعديا               | ملخص الحملة | الرقم المرجعي        |
| --------- | ---------------------- | -------------------------------------------------------------------------- | --------------------- | --------------------- | --- | -------------------- |
| 1897–99   | بلجيكا                 | البعثة البلجيكية للقارة القطبية الجنوبية                                   | بلجيكا                | ادريان دي جيرلاش      | كانت هذه البعثة هي الأولى التي أمضت فصل الشتاء كاملا في الدائرة القطبية الجنوبية، بعد أن علقت السفينة بالجليد في بحر بلنغهاوزن. جمعت البعثة معلومات عن القطب الجنوبي لمدة سنة كاملة تقريبا ووصلت إلى خط عرض 71° جنوب واكتشفت مضيق جيرلاش. قام رولد أموندسن وهو مساعد قائد السفينة بقيادة حملة الإستكشاف التالية التي وصلت إلى القطب الجنوبي عام 1911.                                     | [ 5 ] [ 21 ] [ 22 ]  |
| 1898–1900 | المملكة المتحدة        | البعثة البريطانية القطبية الجنوبية 1898 (بعثة الصليب الجنوبي)              | الصليب الجنوبي        | كارستن بورشغرفنك      | كانت هذه البعثة بقيادة بورشغرفنك هي الأولى التي تمضي فصل الشتاء كاملا على البر الرئيسي للقطب الجنوبي وتحديدا في منطقة كيب آدار. وكانت أول من أستخدم الكلاب والعربات في التنقل وقد قامت بأول صعود ناجح لحاجز جليدي ضخم. وسجلت رقم قياسي لأبعد وصول إلى الجنوب عند 30 78° درجة. كما قامت بحساب موقع القطب المغناطيسي الجنوبي.                                                               | [ 24 ] [ 25 ] [ 26 ] |
| 1901–04   | المملكة المتحدة        | بعثة الإستكشاف الوطنية في القطب الجنوبى 1901 بعثة تيرا نوفا (بعثة ديسكفري) | ديسكفري               | روبرت فالكون سكوت     | كانت هذه الحملة هي أول من صعد على الجبال الغربية في فيكتوريا لاند، واكتشفت الهضبة القطبية. كما سجلت رحلتها الجنوبية رقمًا قياسيًا جديدًا في أقصى الجنوب عند 82 درجة 17 درجة. اكتشفت العديد من المعالم الجغرافية الأخرى في القارة ورسمت خرائط لها وقامت بتسمية المناطق. كانت هذه البعثة هي الأولى من بين العديد من الرحلات الاستكشافية التي تصل إلى منطقة ماكموردو ساوند "McMurdo Sound"      | [ 28 ] [ 29 ] [ 30 ] |
| 1901–03   | ألمانيا                | البعثة الألمانية الأولى للقارة القطبية الجنوبية (بعثة جاوس)                | جاوس                  | إريك فون دراى جالاكسى | الحملة الأولى لاستكشاف شرق القارة القطبية الجنوبية، اكتشفت أرض قيصر فيلهلم الثاني، وجبل غاوس. حوصرت سفينة البعثة في الجليد، مما منعها من القيام باكتشافات أكثر شمولاً. | [ 31 ] [ 32 ] [ 33 ] |
| 1901–03   | السويد                 | البعثة السويدية لإستكشاف القارة القطبية الجنوبية                           | القطب الجنوبي         | أوتو نوردنسك أولد     | عملت هذه البعثة في المنطقة الساحلية الشرقية من أرض جراهام. تعطلت السفينة في جزيرة سنو هيل وجزيرة بوليت في بحر ودل بعد غرق سفينة استكشافية تابعة لها، وتم إنقاذها لاحقًا بواسطة السفينة البحرية الأرجنتينية "ARA أوروغواي". | [ 34 ] [ 35 ] [ 36 ] |
| 1902–04   | المملكة المتحدة        | بعثة الإستكشاف الوطنية الاسكتلندية للقطب الجنوبي                           | سكوتيا                | ويليام سبيرز بروس     | قامت هذه البعثة بإنشاء محطة أوركاداس الدائمة للطقس في جزر جنوب أوركني. تم عبور بحر ودل حتى درجة 74 ° 01 جنوب، واكتشاف الخط الساحلي لكوتس لاند، وتخطيط ورسم الحدود البحرية الشرقية. | [ 37 ] [ 38 ]        |
| 1903–05   | فرنسا                  | بعثة الإستكشاف الفرنسية الثالثة للقطب الجنوبي                              | فرانسيس               | جان باتيست شاركو      | كان الهدف الرئيسي من هذه البعثة في البداية هو أنقاذ بعثة نيلز أوتو التي تقطعت بها السبل. عملت هذه البعثة على رسم وتخطيط الجزر والسواحل الغربية لأرض غراهام. كما قامت باستكشاف جزء من الساحل أطلق عليه اسم "لوبيه لاند" على اسم رئيس فرنسا آنذلك "إيميل لوبيه". | [ 39 ] [ 40 ] [ 41 ] |
| 1907–09   | المملكة المتحدة        | البعثة البريطانية لإستكشاف القطب المتجمد الجنوبي 1907 (بعثة نمرود)         | نمرود                 | إرنست شاكلتون         | كانت هذه هي الحملة الأولى التي قادها إرنست شاكلتون. انطلقت من ماكموردو ساوند (منطقة فيها مياه متجمدة). وهي أول من عبر نهر بيردمور الجليدي باتجاه القطب الجنوبي. وصلت إلى خط عرض 23 88° جنوب وهو رقم قياسي جديد على بعد 97 ميلا فقط من القطب. | [ 42 ] [ 43 ] [ 44 ] |
| 1908–10   | فرنسا                  | البعثة الفرنسية الرابعة لإستكشاف القطب المتجمد الجنوبي                     | بوركي باس             | جان باتيست شاركو      | هذه البعثة هي تكملة لبعثة جان باتيست شاركو السابقة حيث أكمل اكتشاف بحر بلنغهاوزن واكتشاف المزيد من الجزر وتضاريس أخرى، بما في ذلك خليج مارغريت وجزيرة شاركوت وجزيرة رينود وخليج ميكيلسن وجزيرة روثشايلد | [ 39 ] [ 45 ]        |
| 1910–12   | اليابان                | البعثة اليابانية للقارة القطبية الجنوبية                                   | كينان مارو            | نوبو شيراز            | أول بعثة استكشاف من خارج أوروبا. قامت باستكشاف أرض الملك إدوارد السابع والجزء الشرقي من من الحاجز الجليدي العظيم حتى وصلت إلى خط عرض 5 80° جنوب. | [ 46 ] [ 47 ]        |
| 1910–12   | النرويج                | بعثة أمندسن                                                                | فرام                  | روال أموندسن          | أقام روال أموندسن مخيما عند الحاجز الجليدي العظيم في خليج الحيتان. اكتشف طريقًا جديدًا إلى الهضبة القطبية عبر نهر هايبيرغ الجليدي. وباستخدام هذا الطريق، أصبحت البعثة المكونة من خمسة أشخاص بقيادة أموندسن أول من وصل بنجاح إلى القطب الجنوبي الجغرافي في 14 ديسمبر 1911. | [ 48 ] [ 49 ] [ 50 ] |
| 1910–13   | المملكة المتحدة        | البعثة البريطانية لإستكشاف القطب المتجمد الجنوبي 1910 (بعثة تيرا نوفا)     | تيرا نوفا             | روبرت فالكون سكوت†    | كانت هذه البعثة هي آخر رحلة قام بها سكوت، وصل سكوت وأربعة من رفاقه إلى القطب الجنوبي الجغرافي عبر طريق بيردمور في 17 يناير 1912 بعد 33 يومًا من وصول البحار النرويجي روال أموندسن. مات سكوت ورفاقه الأربعة في رحلة العودة من القطب الجنوبي نتيجة للجوع والبرد. | [ 51 ] [ 52 ] [ 53 ] |
| 1911–13   | ألمانيا                | بعثة فيلهلم فيلشنر                                                         | دوتشلاند (قارب)       | فيلهلم فيلشنر         | كان الهدف الرئيسي من هذه البعثة هو تحديد طبيعة العلاقة الجغرافية بين بحر ودل وبحر روس. عبرت البعثة أقصى جنوب بحر ودل ووصلت إلى خط عرض 45 77 ° جنوب واكتشفت ساحل ليوتبولد، وحاجز فيلشنير-روني الصخري وخليج فاهسل. فشلت البعثة في إنشاء قاعدة ساحلية لكي تتمكن من خلالها من إجراء استكشافاتها، وبعد أن انجرفت السفينة في بحر ودل لمسافة طويلة قررت البعثة العودة إلى جزيرة جورجيا الجنوبية. | [ 36 ] [ 54 ] [ 55 ] |
| 1911–14   | أستراليا and نيوزيلندا | البعثة الأسترالية للقارة القطبية الجنوبية                                  | أورورا                | دوجلاس ماوسن          | ركزت هذه البعثة عملها على امتداد الخط الساحلي لأنتاركتيكا بين خليج آدار وجبل غاوس، حيث قامت بأعمال رسم الخرائط والمسح في المناطق الساحلية والداخلية. وشملت الاكتشافات خليج الكومنولث ونهر نينيس الجليدي ونهر ميرتس الجليدي وأرض الأميرة ماري. | [ 56 ] [ 57 ]        |
| 1914–17   | المملكة المتحدة        | الحملة الامبراطورية عبر القطب المتجمد الجنوبي                              | إنديورانس             | إرنست شاكلتون         | حاولت هذه البعثة العبور عبر القارات بين بحر ودل وبحر روس عبر القطب الجنوبي، لكنها فشلت في الوصل على شاطئ بحر ودل بعد أن حوصرت السفينة وسحقت في ثلج. أنقذت البعثة نفسها بعد سلسلة من المحاولات، بما في ذلك الانجراف لمسافات طويلة على جليد غطائي، ومن ثم الإبحار بقارب النجاة إلى جزيرة اليفانت، ثم القيام برحلة على متن قارب لمسافة 800 ميل إلى جزيرة جورجيا الجنوبية، والمرور الأول بها. | [ 58 ] [ 59 ]        |
| 1914–17   | المملكة المتحدة        | حزب بحر روس دعما ل البعثة الامبراطورية عبر القطب المتجمد الجنوبي           | أورورا                | اينيس ماكينتوش†       | كانت هدف هذه البعثة هو بناء مستودعات ومخازن على طول الحاجز الجليدي العظيم لتزويد البعثات التي تعبر بحر ودل بالمؤن والغذاء. تم في النهاية بناء جميع المخازن المطلوبة إلا أن ثلاثة رجال بما فيهم قائد الرحلة فقدوا حياتهم أثناء هذه المهمة. | [ 60 ]               |
| 1921–22   | المملكة المتحدة        | إرنست شاكلتون                                                              | كويست (السفينة) كويست | إرنست شاكلتون†        | كانت أهداف هذه البعثة غامضة. تضمنت رسم الخرائط الساحلية، والملاحة القارية، استكشاف الجزر القطبية الصغيرة، والقيام بدراسات عن علوم المحيطات . بعد وفاة شاكلتون في الرحلة في 5 يناير 1922، أكمل زميله كويست برنامج عمل البعثة لفترة قصيرة قبل العودة إلى الوطن. | [ 61 ] [ 62 ]        |

## وفيات بعثات الاستكشاف خلال عصر البطولات
توفي ثلاثة وعشرون رجلاً في بعثات القطب الجنوبي خلال عصر البطولات أو أثناء عملهم في هذه المناطق. أربعة رجال ماتوا لاحقا بسبب أمراض لا علاقة لها برحلاتهم في القطب الجنوبي، بينما توفي اثنان من المستكشفين بسبب حوادث في نيوزيلندا وتوفي واحد في فرنسا.
| اسم البعثة                                                    | الاسم                     | البلد           | تاريخ الوفاة    | مكان الوفاة                             | سبب الوفاة                       | المرجع                             |
| ------------------------------------------------------------- | ------------------------- | --------------- | --------------- | --------------------------------------- | -------------------------------- | ---------------------------------- |
| البعثة البلجيكية للقارة القطبية الجنوبية                      | كارل اوغست وينكي          | النرويج         | 22 يناير 1898   | جزر جنوب شيتلاند                        | سقط عن ظهر السفينة وغرق في البحر | [ 63 ]                             |
| البعثة البلجيكية للقارة القطبية الجنوبية                      | إيميل دانكو               | بلجيكا          | 5 يونيو 1898    | بحر بلنغهاوزن                           | مرض في القلب                     | [ 63 ]                             |
| بعثة الصليب الجنوبي                                           | نيكولاي هانسون            | النرويج         | 14 أوكتوبر 1899 | خليج آدار - القطب الجنوبي               | إضطراب معوي                      | [ 64 ]                             |
| بعثة الاستكشاف البريطانية                                     | تشالز بونر                | المملكة المتحدة | 2 ديسيمبر 1901  | ميناء ليتلتون                           | سقوط عن سارية السفينة            | [ 65 ] [ 66 ]                      |
| بعثة الاستكشاف البريطانية                                     | جورج فينس                 | المملكة المتحدة | 11 مارس 1902    | جزيرة روس - القطب الجنوبي               | سقوط عن جرف جليدي                | [ 65 ] [ 66 ]                      |
| البعثة الألمانية الأولى للقارة القطبية الجنوبية               | جوزيف إنزينسبيرجير        | ألمانيا         | 2 فبراير 1903   | جزر كيرغولين                            | نقص الثيامين                     |                                    |
| البعثة السويدية للقارة القطبية الجنوبية                       | أولي كريستيان وينرسجارد   | السويد          | 7 يونيو 1903    | جزيرة بوليت                             | سكتة قلبية                       |                                    |
| البعثة الوطنية الاسكتلندية الوطنية للقطب الجنوبي              | ألان رامسي                | المملكة المتحدة | 6 أغسطس 1903    | جزر جنوب أوركني                         | مرض في القلب                     | [ 67 ]                             |
| البعثة الفرنسية الثالثة للقطب الجنوبي                         | مياغنان                   | فرنسا           | 15 أغسطس 1903   | لو هافر - مدينة ساحلية في فرنسا         | أصيب بضربة من حبل مقطوع          | [ 68 ]                             |
| بعثة تيرا نوفا البريطانية                                     | إدغار إيفانز              | المملكة المتحدة | 17 فبراير 1912  | نهر بيردمور الجليدي                     | إصابة في الرأس - البرد - والجوع  | [ 69 ] [ 70 ] [ 71 ] [ 72 ] [ 73 ] |
| بعثة تيرا نوفا البريطانية                                     | لورانس أوتس               | المملكة المتحدة | 17 مارس 1912    | حاجز روس                                | البرد القارس والجوع              | [ 69 ] [ 70 ] [ 71 ] [ 72 ] [ 73 ] |
| بعثة تيرا نوفا البريطانية                                     | روبرت فالكون سكوت         | المملكة المتحدة | 29 مارس 1912    | حاجز روس                                | البرد القارس والجوع              | [ 69 ] [ 70 ] [ 71 ] [ 72 ] [ 73 ] |
| بعثة تيرا نوفا البريطانية                                     | إدوارد ويلسون             | المملكة المتحدة | 29 مارس 1912    | حاجز روس                                | البرد القارس والجوع              | [ 69 ] [ 70 ] [ 71 ] [ 72 ] [ 73 ] |
| بعثة تيرا نوفا البريطانية                                     | هنري روبرتسون باورز       | المملكة المتحدة | 29 مارس 1912    | حاجز روس                                | البرد القارس والجوع              | [ 69 ] [ 70 ] [ 71 ] [ 72 ] [ 73 ] |
| بعثة تيرا نوفا البريطانية                                     | روبرت بريسندن             | المملكة المتحدة | 17 أغسطس 1912   | جزر جنوب شيتلاند                        | غرق                              | [ 69 ] [ 70 ] [ 71 ] [ 72 ] [ 73 ] |
| البعثة الألمانية الثانية للقارة القطبية الجنوبية              | والتر سلوساركزيك          | ألمانيا         | 26 نوفيمبر 1911 | شبه جزيرة تاتشر - جزيرة جورجيا الجنوبية | انتحار أو حادث                   | [ 74 ] [ 75 ] [ 76 ]               |
| البعثة الألمانية الثانية للقارة القطبية الجنوبية              | ريتشارد فاهسيل            | ألمانيا         | 8 أغسطس 1912    | بحر ودل                                 | الزهري (مرض منقول جنسيا)         | [ 74 ] [ 75 ] [ 76 ]               |
| البعثة الاسترالية للقارة القطبية الجنوبية                     | بلغريف إدوارد ساتون نينيس | المملكة المتحدة | 14 ديسيمبر 1912 | أرض جورج الخامس                         | سقط في أخدود جليدي               | [ 77 ]                             |
| البعثة الاسترالية للقارة القطبية الجنوبية                     | كزافييه ميرتز             | سويسرا          | 7 يناير 1913    | أرض جورج الخامس                         | البرد وفرط فيتامين أ             | [ 77 ]                             |
| البعثة الإمبراطورية للقارة القطبية الجنوبية (فريق روس البحري) | أرنولد سبنسر سميث         | المملكة المتحدة | 9 مارس 1916     | حاجز روس                                | البرد الشديد ومرض الاسقربوط      | [ 78 ] [ 79 ]                      |
| البعثة الإمبراطورية للقارة القطبية الجنوبية (فريق روس البحري) | اينيس ماكينتوش            | المملكة المتحدة | 8 مايو 1916     | منطقة ماكموردو ساوند "McMurdo Sound"    | وقع في البحر الجليدي             | [ 78 ] [ 79 ]                      |
| البعثة الإمبراطورية للقارة القطبية الجنوبية (فريق روس البحري) | فيكتور هايوارد            | المملكة المتحدة | 8 مايو 1916     | منطقة ماكموردو ساوند "McMurdo Sound"    | وقع في البحر الجليدي             | [ 78 ] [ 79 ]                      |
| بعثة شاكلتون ورويت                                            | إرنست شاكلتون             | المملكة المتحدة | 5 يناير 1922    | جزيرة جورجيا الجنوبية                   | مرض في القلب                     | [ 80 ]                             |